# Antonio Díaz-Florián
Antonio Díaz-Florián est un comédien et metteur en scène franco-péruvien, né à Cajamarca (Pérou).
Depuis la fin des années 1960, il travaille à Paris et en région parisienne.

## Biographie

### Origines
Antonio Díaz-Florián est né à Cajamarca au Pérou.

### Carrière
En 1969, Antonio Díaz-Florián fonde à Paris l'Atelier de l'Épée de Bois, groupe de théâtre expérimental, qui devient plus tard le théâtre de l'Épée de Bois. Sa conception du théâtre est fondée sur un désir de partage et un certain engagement politique.

## Acteur
- 1985 : L'Histoire terrible mais inachevée de Norodom Sihanouk, roi du Cambodge d'Hélène Cixous, mise en scène Ariane Mnouchkine, compagnie Théâtre du Soleil à La Cartoucherie : l'adjoint de Pol Pot
- 1989 : Tamerlan de Christopher Marlowe, théâtre de l'Épée de Bois, La Cartoucherie
- 1990 : Le Marchand de Venise de William Shakespeare, théâtre de l'Épée de Bois, La Cartoucherie, Shylock
- 1991 : La vie est un songe de Pedro Calderón, théâtre de l'Épée de Bois, La Cartoucherie, Sigismond
- 1993 : Dom Juan de Molière, théâtre de l'Épée de Bois, La Cartoucherie, Dom Juan

## Metteur en scène
- 1980 : Hernani de Victor Hugo, théâtre de l'Épée de Bois
- 1982 : Fuente Ovejuna de Lope de Vega, théâtre de l'Épée de Bois
- 1999 : Torquemada et le Converti d'Antonio Díaz-Florián, théâtre de l'Épée de Bois
- 2001 : Le Malade imaginaire de Molière, théâtre de l'Épée de Bois
- 2001 : La Soufrière d'Antonio Díaz-Florián, théâtre de l'Épée de Bois
- 2002 : Bois Caïman d'Antonio Díaz-Florián, théâtre de l'Épée de Bois
- 2004 : La Maison de Bernarda Alba de Federico García Lorca, théâtre de l'Épée de Bois
- 2004 : Othello de William Shakespeare, théâtre de l'Épée de Bois
- 2006 : Le Tartuffe de Molière, théâtre de l'Épée de Bois
- 2006 : Yerma de Federico García Lorca, théâtre de l'Épée de Bois
- 2006 : Noces de sang de Federico García Lorca, théâtre de l'Épée de Bois
- 2008 : La Célestine de Fernando de Rojas, théâtre de l'Épée de Bois
- 2008 : El mata "Che" d'Antonio Díaz-Florián, théâtre de l'Épée de Bois
- 2009 : Écrits contre la Commune, théâtre de l'Épée de Bois
- 2010 : La Célestine de Fernando de Rojas, théâtre de l'Épée de Bois
- 2010 : La Zapatera prodigiosa de Federico García Lorca, théâtre de l'Épée de Bois
- 2017 : Le roi se meurt d'Eugène Ionesco, théâtre de l'Épée de Bois
- 2021 : El Presidente Colacho, adapté de César Vallejo, théâtre de l'Épée de Bois

## Filmographie
- État des lieux Nekros, long métrage (16 mm noir et blanc) dont le tournage se fait en Normandie.
- 1981 : Epée de Bois XV (couleur 18 mm).